# Киотоская и Западно-Японская епархия
Киото́ская и За́падно-Япо́нская епа́рхия (яп. 西日本主教教区 Ниси-Нихон сюкё: кё:ку) — каноническое, структурное и территориально-административное подразделение Японской православной церкви.

## История
Основана в 1906 году святителем Николаем Японским как викариатство Токийской епархии духовной миссии Русской православной церкви в Японии.
В период нахождения Японской православной церкви в юрисдикции Северо-Американской митрополии епископы Киотосские оставались викариями Токийской епархии.
С момента дарования 10 апреля 1970 года автономии Японской православной церкви, Киотосская епархия является самостоятельной.

## Приходы и общины
Приходы и общины епархии имеются в городских округах Киото и Осака, в префектурах Айти, Кагосима, Кумамото, Окаяма, Токусима, Хёго, Хиросима.

### Остров Хонсю
- Тоёхаси. Церковь Святого Апостола и Евангелиста Матфея
- Нагоя. Церковь Богоявления Господня
- Ханда. Церковь Святого Иоанна Дамаскина
- Канадзава. Православная община
- Киото. Кафедральный собор Благовещения Пресвятой Богородицы
- Суйта. Церковь Покрова Пресвятой Богородицы
- Хиросима. Православная община
- Кобе. Церковь Успения Пресвятой Богородицы
- Янаихара. Церковь
- Вакаяма. Православная община

### Остров Сикоку
- Токусима. Церковь Сошествия Святого Духа
- Такамацу. Православная община

### Остров Кюсю
- Кагосима. Церковь Святого Апостола Иакова
- Хитоёси. Церковь Покрова Пресвятой Богородицы
- Кумамото. Церковь
- Фукуока. Миссионерский центр свт. Николая
- Миядзаки. Православная община
- Китакюсю. Православная община

## Епископы
Киотоское викариатство Токийской епархии
- Андроник (Никольский) (5 ноября 1906 — 5 июля 1907)
- Сергий (Тихомиров) (21 марта 1908 — 19 мая 1912)

- Никон (де Греве) (1959—1960)
- Владимир (Нагосский) (14 октября 1962 — 11 апреля 1964)
- Феодосий (Нагасима) (2 ноября 1969 — 10 апреля 1970)

Киотоская епархия
- Феодосий (Нагасима) (10 апреля 1970 — 7 мая 1999) с 22 марта 1972 года — в/у, митрополит Токийский
- Даниил (Нусиро) (14 ноября 1999 — 10 августа 2023) с 6 мая 2000 года — в/у, митрополит Токийский
- Серафим (Цудзиэ) с 22 октября 2023 года — в/у, митрополит Токийский